# Asaph Hall
Asaph Hall III, född den 15 oktober 1829 i Goshen, Connecticut, död den 22 november 1907 i Annapolis, Maryland, var en amerikansk astronom. Han är känd för att ha upptäckt Mars två månar (Deimos och Phobos) 1877. Han upptäckte även galaxen NGC 7693 1882.
Hall var i sin ungdom hantverkare och började sina egentliga studier först vid omkring 25 års ålder. År 1857 blev han assistent vid Harvard College Observatory, var 1862–1891 anställd vid Förenta staternas Naval Observatory i Washington, D.C. och utnämndes 1863 till professor. Åren 1895-1901 var han ledamot av fakulteten vid Harvarduniversitetet, där han föreläste celest mekanik. Hall utförde en mängd betydelsefulla arbeten inom den praktiska astronomin. Under de första åren observerade han huvudsakligen planeter och kometer, men sedan han 1875 fått till sitt förfogande den stora refraktorn, utförde han observationer främst av de stora planeternas månar samt av dubbelstjärnor, varjämte han verkställde undersökningar över dessa himlakroppars banor. Nämnas bör även hans bestämningar av fixstjärnparallaxer och uppmätningar av stjärngrupper.
Halls ryktbara upptäckt av Marsmånarna 1877, som 1879 förskaffade honom Royal Astronomical Societys guldmedalj, gjordes inte av en tillfällighet, utan var frukten av systematiska efterforskningar. Hall offentliggjorde i facktidskrifterna många värdefulla bidrag även till den teoretiska astronomin, undersökningar över planetstöringar, banbestämningar med mera. Efter Benjamin Apthorp Goulds död var han medutgivare av tidskriften The Astronomical Journal.
Hall var fem gånger ledare av eller deltagare i astronomiska expeditioner för iakttagelser av solförmörkelser eller Venuspassager. Bland hans större arbeten, vilka i allmänhet publicerades som bihang till Washingtonobservatoriets annaler, märks Observations of double stars made at the United States Naval observatory (2 band, 1881, 1892), 
Orbit of the satellite of Neptune (1885), The orbits of Oberon and Titania, the outer satellites of Uranus (samma år), The orbit of Japetus, the outer satellite of Saturn (samma år), Observations for stellar parallax (1887), The six inner satellites of Saturn (samma år) och Saturn and its ring 1875-1889 (1891). 
Nedslagskratern Hall på månen och asteroiden 2023 Asaph är uppkallad efter honom.